# 白石昭臣
白石 昭臣（しらいし あきおみ、1935年8月30日 - 2004年10月23日）は、日本の民俗学者。
島根県大田市生まれ。國學院大学文学部卒。島根県立矢上高等学校、島根県立江津高等学校、島根県立大田高等学校、島根県立出雲高等学校などの教諭、鳥取大学、島根大学兼任講師、島根県立国際短期大学教授。喜多八幡宮宮司。山陰民俗学会会長。日本民俗学会評議員。日本口承文芸学会理事。島根県文化財保護審議会委員。島根県地名研究会代表。『畑作の民俗』で1989年度高崎博士記念賞を受ける。

## 著書
- 『日本人と祖霊信仰』雄山閣出版 日本の民俗学シリーズ 1977
- 『畑作の民俗』雄山閣出版 1988
- 『イネとムギの民俗』雄山閣出版 1994
- 『農耕文化の民俗学的研究』岩田書院 1998
- 『島根の地名辞典 あなたのまちの地名考』ワン・ライン 2001
- 『竹の民俗誌』大河書房 2005

### 共編著
- 『祭礼行事 都道府県別 島根県』高橋秀雄共編 桜楓社 1991
- 『おいしい出雲そばの本 端麗にして美味パワフル伝統食』高瀬礼文監修 編 ワン・ライン 2000
- 『島根の冠婚葬祭 家蔵版』酒井董美共著 ワン・ライン 2000

## 論文
- Cinii

## 注
1. ↑  『現代物故者事典2003～2005』（日外アソシエーツ、2006年）p.305
2. ↑  「毎日新聞」訃報、2004年10月25日
3. ↑  『竹の民俗詩』著者紹介